# Pookie (chanson)
Pour les articles homonymes, voir Pookie.
Singles de Aya Nakamura
La Dot
(2018) Soldat
(2019)
Pookie est un single de la chanteuse Aya Nakamura sorti le 10 avril 2019. 
Le titre est extrait de son 2e album studio Nakamura. La chanson est écrite et composée par Aya Nakamura, Archibald Smith, Le Side et Ever Mihigo et est réalisée par Aloïs Zandry et Vladimir Boudnikoff.
Le 12 août 2019, un premier remix de la chanson est sorti en featuring avec le rappeur américain Lil Pump. Le 30 août, un deuxième remix, cette fois en featuring avec le chanteur italien Capo Plaza.
La chanson obtient un disque de Platine en Belgique et un disque de Diamant en France. La version remixée avec le rappeur Italien Capo Plaza entre en treizième position dans les charts en Italie dans la semaine du 30 Aout au 6 septembre puis monte à la deuxième place la semaine suivante et totalise plus de 75 millions de streams dans le monde sur Spotify. Le remix avec Lil Pump, quant à lui, totalise plus de 23 millions d'écoutes dans le monde sur Spotify.

## Composition et paroles
La composition de Pookie est influencée par la rythmique « dembow », un style musical originaire de la Jamaïque, et le reggaeton,.
Les paroles mélangent argot et termes hispanophones et anglophones et la difficulté à comprendre les paroles par les gens peu habitués à l'argot des cités a fait l'objet de nombreuses moqueries sur les réseaux sociaux.
Le mot « pookie » est dérivé de « poucave » — un emprunt du romani « pucava » (« dire » ou « raconter ») —, terme argotique signifiant une personne qui dénonce.

## Clip

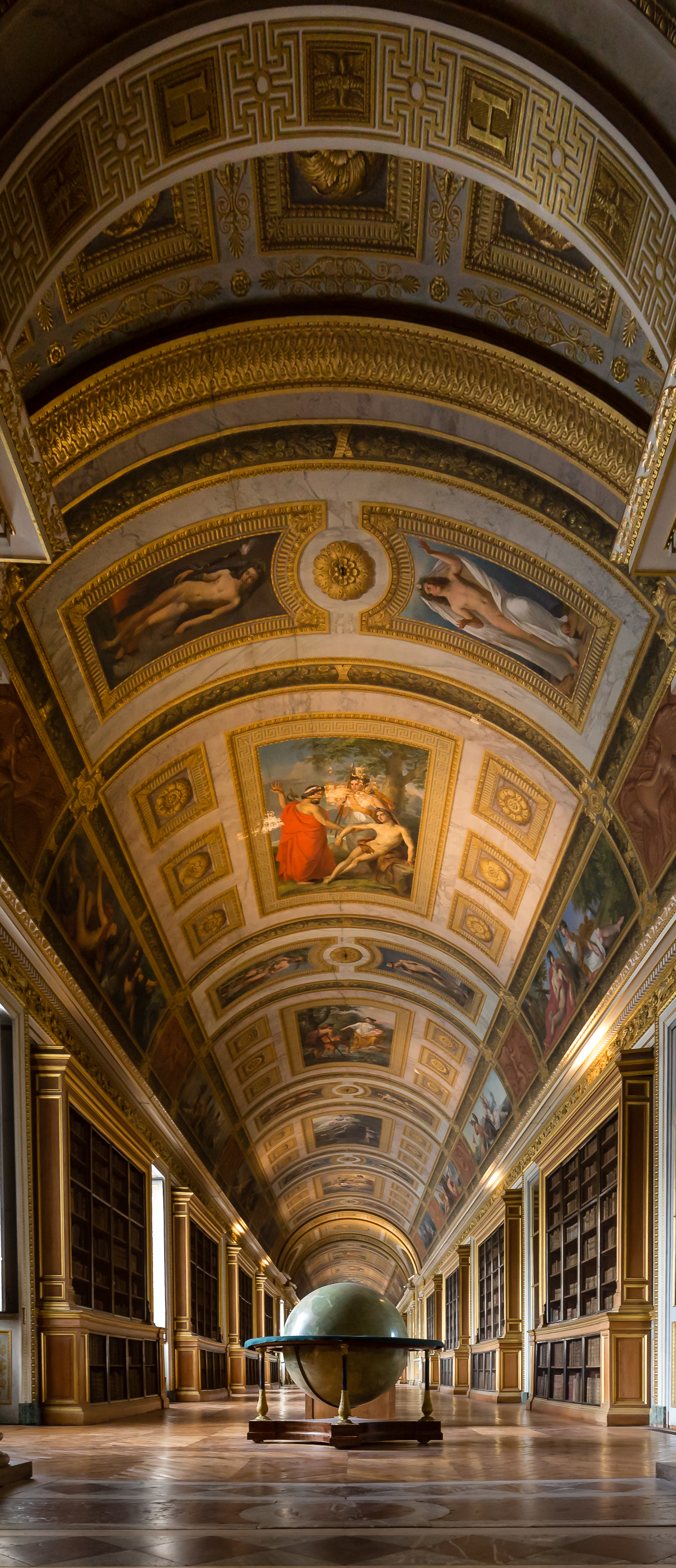
Le clip de Pookie a été tourné dans la galerie de Diane au château de Fontainebleau.

Le clip de Pookie est réalisé par Vladimir Boudnikoff. Le clip a été tourné les 28 et 29 mars 2019 au château de Fontainebleau, une partie se déroule dans la galerie de Diane, dans la galerie des Cerfs, dans la galerie François Ier ou la salle de bal,. Aya Nakamura a décidé de tourner au château de Fontainebleau pour « prendre tout le monde à contre-pied » alors que « les gens attendaient que je twerke en boîte de nuit ». Le clip met en avant la vogue, style de danse urbaine né dans les années 1970 dans des clubs gay fréquentés par des homosexuels et personnes transgenres afro-américains, essentiellement à New York. Aya Nakamura rend hommage à Michelle Obama en portant une robe de soie jaune que l'ancienne Première dame des États-Unis a portée.
Après la diffusion du clip, le clip est accusé de s'être inspirée du styliste Kyo Jino.
Le 30 août 2019, le clip atteint 100 millions de vues sur YouTube et devient la troisième vidéo la plus vue de la chanteuse ainsi que la troisième vidéo de cette dernière à dépasser ce cap[réf. nécessaire].
La vidéo comptabilise en avril 2024, plus de 355 millions de vues.

## Classements et certifications

### Classements
| Classement (2018-19)                     | Meilleure position |
| ---------------------------------------- | ------------------ |
| Belgique (Flandre Ultratop 50 Singles)   | 18                 |
| Belgique (Flandre Ultratop 50 Airplay)   | 24                 |
| Belgique (Flandre Ultratop R&B/Hip-Hop)  | 3                  |
| Belgique (Wallonie Ultratop 50 Singles)  | 9                  |
| Belgique (Wallonie Ultratop 50 Airplay)  | 39                 |
| Belgique (Wallonie Ultratop R&B/Hip-Hop) | 2                  |
| France (SNEP)                            | 5                  |
| France (SNEP Radio)                      | 21                 |
| France (SNEP Streaming)                  | 5                  |
| France (SNEP Téléchargement)             | 7                  |
| Pays-Bas (Nederlandse Top 40)            | 2                  |
| Suisse (Schweizer Hitparade)             | 55                 |

| Classement (2019) | Meilleure position |
| ----------------- | ------------------ |
| Italie (FIMI)     | 2                  |

| Classement (2019)             | Meilleure position |
| ----------------------------- | ------------------ |
| Pays-Bas (Nederlandse Top 40) | 2                  |

| Classement (2019)                  | Position |
| ---------------------------------- | -------- |
| Belgique (Flandre Ultratop)        | 46       |
| Belgique (Flandre Ultratop Urban)  | 4        |
| Belgique (Wallonie Ultratop)       | 17       |
| Belgique (Wallonie Ultratop Urban) | 3        |
| France (SNEP)                      | 6        |
| Italie (FIMI)                      | 32       |

### Certifications
| Pays | Certification | Ventes certifiées |
| --- | ------------- | ----------------- |
| France (SNEP)                                                                                             | Diamant       | 333 333‡          |
| Belgique (BEA)                                                                                            | 3 × Platine   | 60 000*           |
| *Ventes selon la certification xNon précisé par la certification ‡ventes/streaming selon la certification |               |                   |

| Pays                                                             | Certification | Ventes certifiées |
| ---------------------------------------------------------------- | ------------- | ----------------- |
| Italie (FIMI)                                                    | 3 × Platine   | 210 000*          |
| *Ventes selon la certification xNon précisé par la certification |               |                   |